# Placówka Straży Celnej „Niechłód”

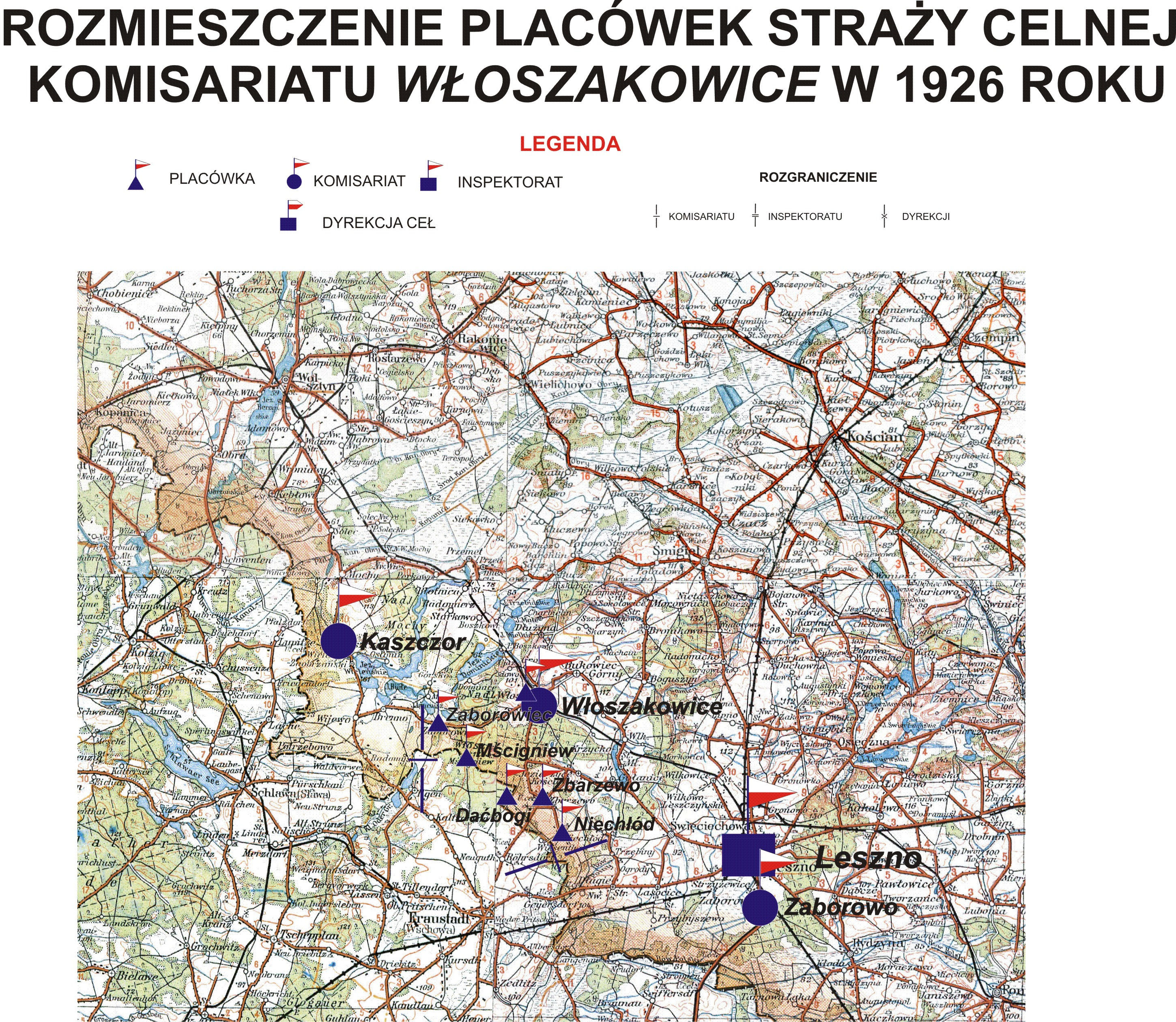
Rozmieszczenie placówek Straży Celnej komisariatu „Włoszczakowice”

Placówka Straży Celnej „Niechłód” – jednostka organizacyjna Straży Celnej pełniąca w okresie międzywojennym służbę ochronną na granicy polsko-niemieckiej.

## Formowanie i zmiany organizacyjne
Na wniosek Ministerstwa Skarbu, uchwałą z 10 marca 1920 roku, powołano do życia Straż Celną. Od połowy 1921 roku jednostki Straży Celnej rozpoczęły przejmowanie odcinków granicy od pododdziałów Batalionów Celnych. W 1921 roku we Włoszakowicach stacjonował sztab 3 kompanii 17 batalionu celnego. Kompania wystawiała między innymi placówkę w Niechłodzie. Proces tworzenia Straży Celnej trwał do końca 1922 roku. Placówka Straży Celnej „Niechłód” weszła w podporządkowanie komisariatu Straży Celnej „Zaborowo” z Inspektoratu SC „Leszno”.
W drugiej połowie 1927 roku przystąpiono do gruntownej reorganizacji Straży Celnej. W praktyce skutkowało to rozwiązaniem tej formacji granicznej. Ochronę północnej, zachodniej i południowej granicy państwa przejęła powołana z dniem 2 kwietnia 1928 roku Straż Graniczna.
Rozkazem nr 11 z 9 stycznia 1930 roku  o reorganizacji Wielkopolskiego Inspektoratu Okręgowego komendant Straży Granicznej płk Jan Jur-Gorzechowski ustalił numer (1/11) i organizację samodzielnego już komisariatu „Włoszakowice”. Placówka Straży Granicznej I linii „Niechłód” weszła w jego skład.

## Funkcjonariusze placówki
Kierownicy placówki
| stopień    | imię i nazwisko, numer     | okres pełnienia służby | kolejne stanowisko |
| ---------- | -------------------------- | ---------------------- | ------------------ |
| przodownik | Franciszek Boguszyk (1027) | był w 1926             |                    |

Obsada personalna placówki w 1926:
- przodownik Franciszek Boguszyk (1027)
- starszy strażnik Alfons Lamparski (1398)
- strażnik Franciszek Mrozkowiak (1199)
- strażnik Władysław Dudek (1096)
- strażnik Stanisław Fennig (1381)
- strażnik Józef Ignaszewski (1581)
- strażnik Józef Domin (1094)